# シンバイオニーズ解放軍

シンバイオニーズ解放軍のシンボル

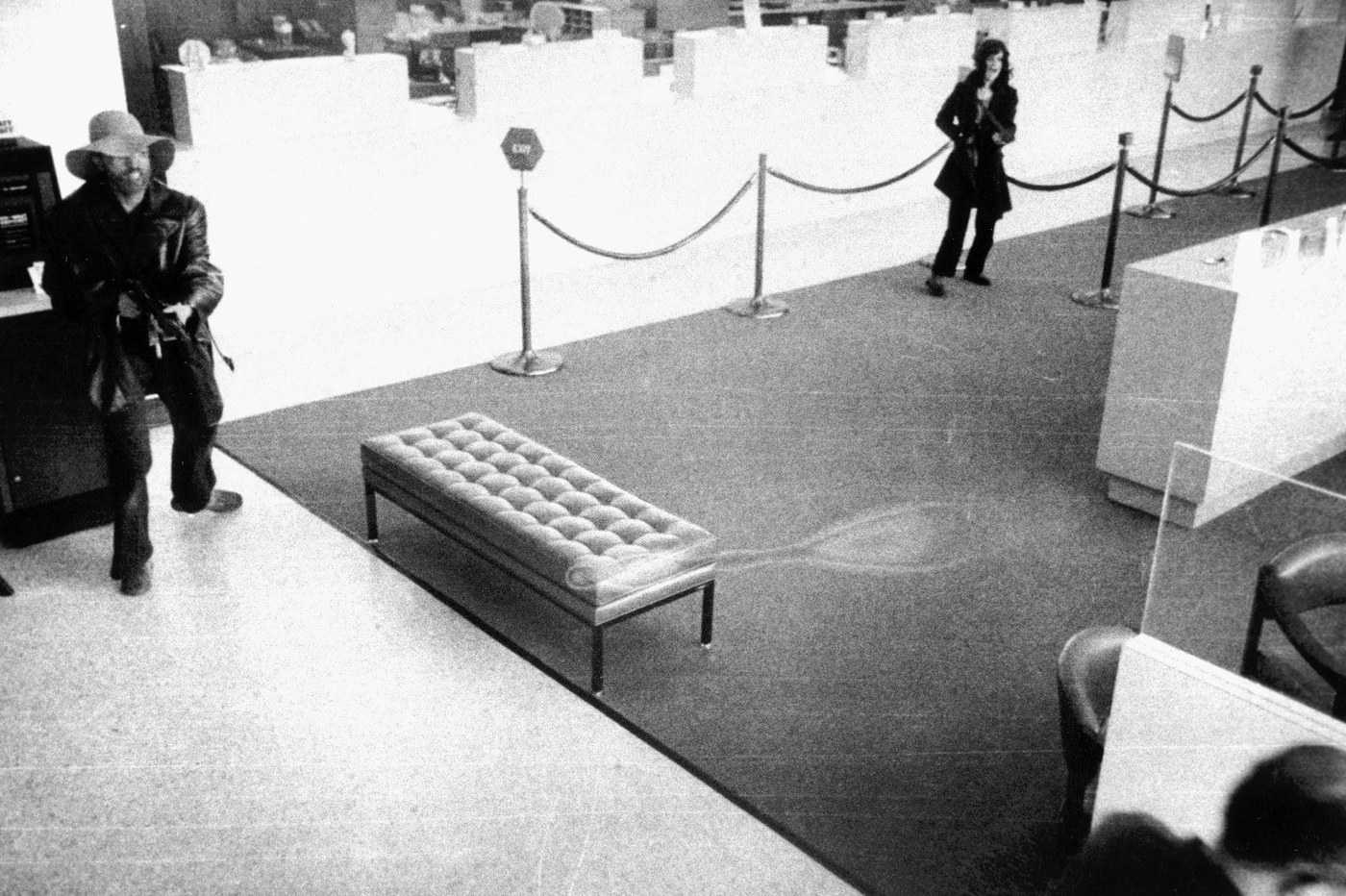
銀行強盗を行うシンバオニーズ解放軍のメンバー。右側の女性はパティ・ハースト、左はリーダーのドナルド・デフリーズ

シンバイオニーズ解放軍（シンバイオニーズかいほうぐん、Symbionese Liberation Army：SLA）は、反資本主義・貧困層解放を掲げるアメリカの左翼過激派組織。共生解放軍とも呼ばれる。パトリシア・ハースト誘拐事件でその名が知られるようになったが、1975年に壊滅した。
名称は、マニフェスト"Symbionese Liberation Army Declaration of Revolutionary War & the Symbionese Program"によれば、共生（Symbiosis）にちなむという。

## 概要
ツパマロス、ベンセレーモスなどのゲリラ闘争の影響を受け、人種差別の撤廃や富の平等を主張したが、その実態はFBIも知らなかったような少人数集団（1974年当時8人）で、リーダーのドナルド・デフリーズは若い時から刑務所で過ごした黒人の脱獄囚だった。メンバーは全員、アフリカにちなむ英語ではない名前を付けた。七つの頭を持つコブラをシンボルとしたが、これはクワンザの7つの原則にちなむとされる。
最初のテロ事件を1973年11月6日に起こす。アフリカ系だったオークランド教育委員会委員長マーカス・フォスターを射殺したが、動機はフォスターが生徒のIDカードを発行しようとしたことへの反発であった。フォスター殺害容疑でメンバー2名が逮捕された。彼らを釈放するために、残りのメンバーは大富豪の娘パトリシア・ハーストを誘拐する。
1974年2月4日、サンフランシスコのカリフォルニア大学バークレー校の学生パトリシア･ハーストはアパートに婚約者と一緒にいた時、侵入してきた暴漢に連れ去られた。それから共生解放軍（以下SLA）からの犯行声明が届き人質の肉声を納めたカセットテープも添えられていた。最初は身代金と同志の釈放だったが戦術変更し父親に対し「カリフォルニア州の貧民6万人にそれぞれ70ドル分の食料を与えよ」と命令した。合計で420万ドルとなり、いくら大富豪といえどもこれはさすがに無茶な要求だったが、やむなく実行し始めた。
ところが4月3日に彼女がメンバーになったことを宣言するテープと写真が送られてきた。その後SLAがおこなった銀行強盗に彼女も参加しその姿が防犯カメラに写っていたことからアメリカ中を震撼させることになった（これは、現在ではストックホルム症候群によるものと考えられている）。
しかし、FBIの必死の捜索によってアジトが発見され5月17日に多数の武装警官が包囲した。そして銃撃戦となり居合わせたデフリーズらメンバーは全員死亡した。一方パトリシアは他の二人の同志とともに、その場にはいなかった。復讐を誓って逃亡していたが銀行強盗をしたあとの1975年9月18日に逮捕される。逮捕後まもなく洗脳が解け、ここにきて実質的にSLAは崩壊した。ハーストは7年の実刑判決を受けたが、後に減刑・赦免されている。
生き残ったメンバーはその後逮捕されたが、2021年現在、フォスター殺害により終身刑の判決を受けたジョー・レミーロ以外は全て釈放されている。